# Sordachy
Sordachy (deutsch Sordachen, 1938 bis 1945 Sorden) ist ein Dorf in der polnischen Woiwodschaft Ermland-Masuren und gehört zur Gmina Ełk (Landgemeinde Lyck) im Powiat Ełcki (Kreis Lyck).

## Geographische Lage
Sordachy liegt am Südufer des Großen Sellmentsees (polnisch Jezioro Selmęt Wielki) im südlichen Osten der Woiwodschaft Ermland-Masuren, acht Kilometer östlich der Kreisstadt Ełk (Lyck).

## Geschichte
Gegründet wurde das kleine Dorf Sordachen im Jahre 1484. Zwischen 1874 und 1945 war es in den Amtsbezirk Selment mit Sitz in Klein Mrosen (polnisch Mrozy Małe) eingegliedert. Er gehörte – 1938 umbenannt in „Amtsbezirk Schönhorst (Ostpr.)“ – zum Kreis Lyck im Regierungsbezirk Gumbinnen (ab 1905: Regierungsbezirk Allenstein) in der preußischen Provinz Ostpreußen.
Im Jahre 1910 verzeichnete Sordachen 109 Einwohner, im Jahre 1933 waren es 115. Aufgrund der Bestimmungen des Versailler Vertrags stimmte die Bevölkerung im Abstimmungsgebiet Allenstein, zu dem Sordachen gehörte, am 11. Juli 1920 über die weitere staatliche Zugehörigkeit zu Ostpreußen (und damit zu Deutschland) oder den Anschluss an Polen ab. In Sordachen stimmten 80 Einwohner für den Verbleib bei Ostpreußen, auf Polen entfielen keine Stimmen.
Am 3. Juni (offiziell bestätigt am 16. Juli) des Jahres 1938 wurde Sordachen aus politisch-ideologischen Gründen der Abwehr fremdländisch klingender Ortsnamen in „Sorden“ umbenannt. Die Einwohnerzahl belief sich im Jahre 1939 nur noch auf 84.
In Kriegsfolge kam das Dorf 1945 mit dem gesamten südlichen Ostpreußen zu Polen und erhielt die polnische Namensform „Sordachy“. Heute ist das Dorf Sitz eines Schulzenamtes (polnisch Sołectwo), in das auch der Nachbarort Koziki (Kozycken, 1938 bis 1945 Selmenthöhe) einbezogen ist. Es ist eine Ortschaft im Verbund der Gmina Ełk (Landgemeinde Lyck) im Powiat Ełcki (Kreis Lyck), vor 1998 der Woiwodschaft Suwałki, seither der Woiwodschaft Ermland-Masuren zugehörig.

## Kirche
Bis 1945 war Sorachen resp. Sorden in die evangelische Pfarrkirche Lyck in der Kirchenprovinz Ostpreußen der Kirche der Altpreußischen Union und in die römisch-katholische Kirche St. Adalbert in Lyck im Bistum Ermland eingepfarrt.
Heute gehört Sordachy zur katholischen Pfarrei in Regielnica (Regelnitzen, 1938 bis 1945 Regelnhof) im Bistum Ełk der Römisch-katholischen Kirche in Polen. Die evangelischen Einwohner halten sich zur Kirchengemeinde in der Stadt Ełk, die heute eine Filialgemeinde der Pfarrei in Pisz (deutsch Johannisburg) in der Diözese Masuren der Evangelisch-Augsburgischen Kirche in Polen ist.

## Verkehr
Sordachy liegt ein wenig abseits vom Verkehrsgeschehen und ist von den Nachbarorten Kałęczyny (Kallenszynnen, 1938 bis 1945 Lenzendorf) und Regielnica (Regelnitzen, 1938 bis 1945 Regelnhof) auf Nebenstraßen sowie von Mrozy Wielkie (Groß Mrosen, 1929 bis 1938 Mrossen, 1938 bis 1945 Schönhorst (Ostpr.)) auf einem Landweg zu erreichen.
Die nächste Bahnstation ist Regielnica an der Bahnstrecke Ełk–Turowo (deutsch Lyck–Thurowen/Auersberg), die heute von der Ełcka Kolej Wąskotorowa (ehemalige Lycker Kleinbahnen) im Touristenverkehr als historische Schmalspurbahn betrieben wird.